# Galina Vishnevskaya
Galina Pavlovna Vishnevskaya (Leningrado, 25 de outubro 1926 - 11 de dezembro de 2012) foi uma cantora de ópera, soprano, russa.

## Biografia
Vishnevskaya nasceu em Leningrado. Fez sua estreia profissional em 1944 cantando operetas. Após um ano estudando com Vera Nikolayevna Garina, ganhou um concurso organizado pelo Teatro Bolshoi, em Moscovo (com música de Rachmaninoff O, Do Not Grieve e a ária de Verdi, O patria mia de Aida), em 1952. No ano seguinte, tornou-se membro do Teatro Bolshoi.
Em 9 de maio de 1960, fez a sua primeira aparição em Sarajevo, no Teatro Nacional, com a Aida. Em 1961, fez a sua estreia no Metropolitan Opera como Aida, no ano seguinte fez sua estreia no Royal Opera House, com o mesmo papel. Para sua estreia no La Scala em 1964, cantou Liu em Turandot de Puccini, contracenando com Birgit Nilsson e Franco Corelli.
Além dos papéis do repertório operístico russo, Vishnevskaya canta também papéis como Violetta, Tosca, Cio-cio-san, Leonore, e Cherubino.
Benjamin Britten escreveu o papel de soprano na sua War Requiem (concluído em 1962) especialmente para ela.

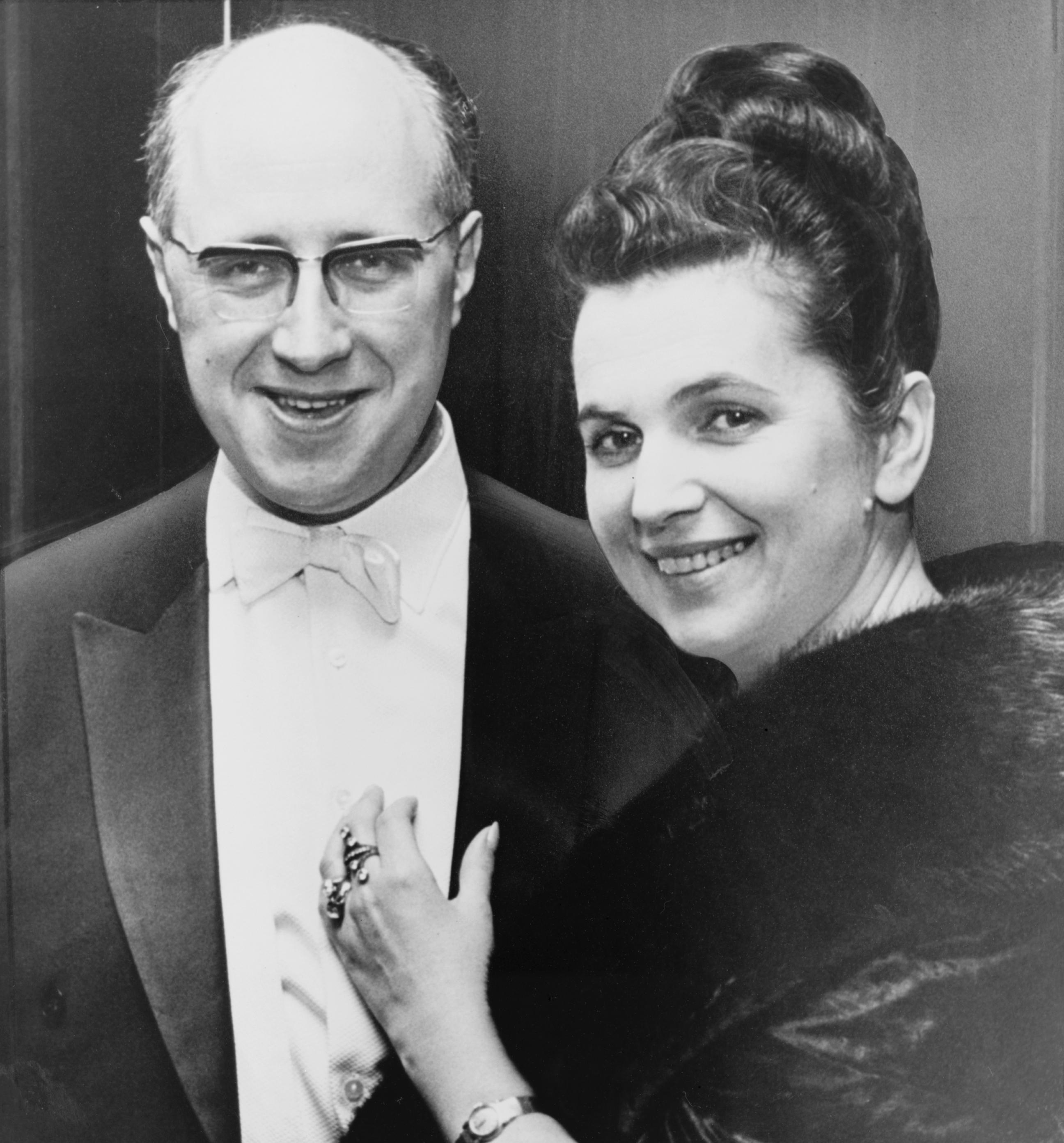
Galina Vishnevskaya com o marido Mstislav Rostropovich

Vishnevskaya foi casada com o violoncelista Mstislav Rostropovich de 1955 até sua morte em 2007; eles tocaram juntos regularmente (com piano ou como maestro). Tanto ela como Rostropovich eram amigos de Dmitri Shostakovich, e fizeram uma gravação eletrizante de sua ópera Lady Macbeth de Mtsensk para a EMI. De acordo com Robert Conquest, Aleksandr Solzhenitsyn esteve na sua dacha em 1968 quando escrevia Arquipélago Gulag.
Em 1974, o casal pediu ao governo, para deixar a União Soviética. Finalmente eles se estabeleceram nos Estados Unidos e Paris. Em 1982, despediu-se do palco da Ópera, em Paris, como Tatyana em Eugene Onegin, de Tchaikovsky. Em 1987, ela interpretou na ópera de Rimsky-Korsakov A noiva do Csar em Washington, D.C.. Em 1984, publicou um livro de memórias: Galina: A Russian Story (ISBN 0-15-134250-4), e em 2002, ela abriu seu próprio teatro de ópera em Moscovo, o "Galina Vishnevskaya Centro de Ópera".
Em 2006, foi apresentado por Alexander Sokurov o documentário Elegy of a life: Rostropovich, Vishnevskaya. Em 2007, foi estrela no filme Aleksandra, desempenhando o papel de uma avó que vem para ver o neto na Chechênia durante a Segunda Guerra Mundial. O filme estreou no Festival de Cannes 2007.
Faleceu em Moscou em 11 de dezembro de 2012.

## Prêmios
- Comandante da Legião de Honra
- Artista do Povo da URSS
- Ordem de Lenin
- Oficial de Artes e Letras

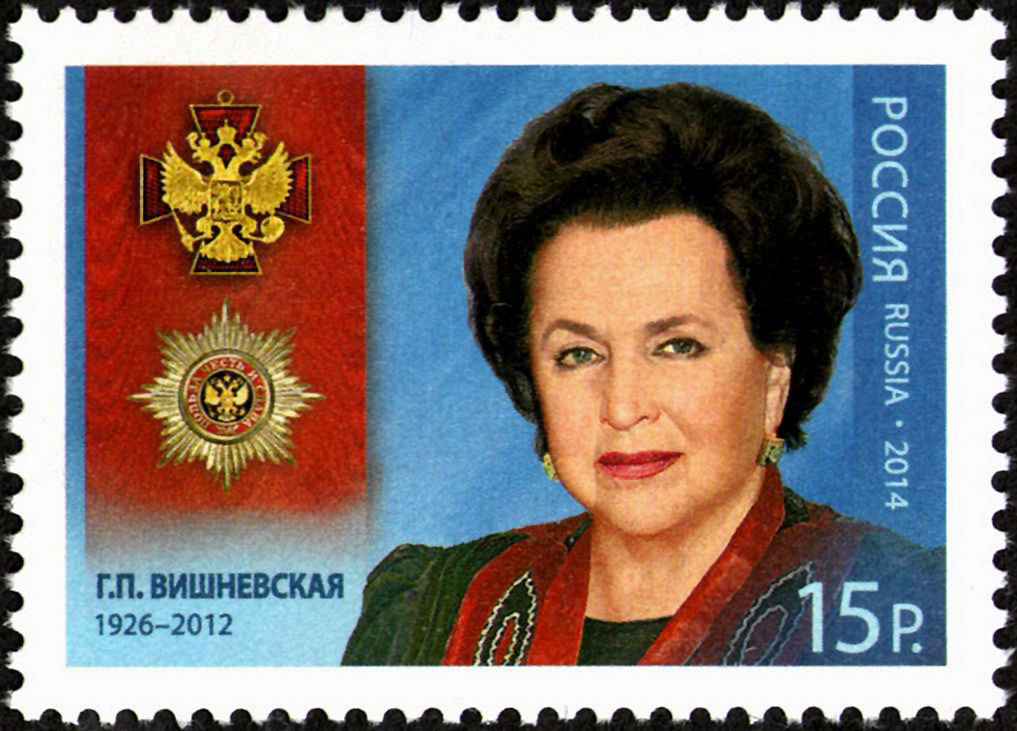
Selo postal em homenagem á Galina.

- Medalha "Em Comemoração do 300º Aniversário de São Petersburg"
- Ordem "Pelo Mérito da Pátria"  1 Classe
- Ordem "Pelo Mérito da Pátria"  2º Classe
- Ordem "Pelo Mérito da Pátria" 3º Classe
- Ordem "Pelo Mérito da Pátria" 4º Classe
- Medalha "Pela Defesa de Leningrado"
- Medalha "Veterano do Trabalho"
- Medalha "Pelo Trabalho Valente na Grande Guerra Patriótica 1941-1945
- Medalha do Jubileu "60 anos de vitória na Grande Guerra Patriótica 1941-1945
- Medalha do Jubileu "50 anos de vitória na Grande Guerra Patriótica 1941-1945
- Medalha do Jubileu "65 anos de vitória na Grande Guerra Patriótica 1941-1945
- Medalha "Em Comemoração do 850º Aniversário de Moscou
- Artista do Povo da RSFSR
- Artista Mérito da RSFSR
- Medalha Jubileu "Em Comemoração do 100º Aniversário do Nascimento de Vladimir Ilyich Lenin
- Medalha "Em Comemoração do 250º Aniversário de Leningrado
- Doutora honorária da Brandeis University